# Osli
Osli is een plaats (község) en gemeente in het Hongaarse comitaat Győr-Moson-Sopron. Osli telt 925 inwoners (2001).